# (29695) 1998 YH
(29695) 1998 YH est un astéroïde de la ceinture principale d'astéroïdes découvert en 1998.

## Description
(29695) 1998 YH a été découvert le 16 décembre 1998 à Višnjan, une municipalité située dans le comitat d'Istrie en Croatie, par Korado Korlević.

### Caractéristiques orbitales
L'orbite de cet astéroïde est caractérisée par un demi-grand axe de 2,61 ua, un périhélie de 2,04 ua, une excentricité de 0,22 et une inclinaison de 4,25° par rapport à l'écliptique. Du fait de ces caractéristiques, à savoir un demi-grand axe compris entre 2 et 3,2 ua et un périhélie supérieur à 1,666 ua, il est classé, selon la JPL Small-Body Database, comme objet de la ceinture principale d'astéroïdes.

### Caractéristiques physiques
(29695) 1998 YH a une magnitude absolue (H) de 14,6 et un albédo estimé à 0,072.